# Prizefighter
The Prizefighter series — турнир профессиональных боксёров, регулярно проводившийся в Великобритании с 2008 года в разных весовых категориях. Турнир был организован боксёрским промоутером Барри Хирном и регулярно транслировался в эфире телеканала Sky Sports.
Все бои турнира проходят в 1 день, на выбывание. Бои по 3 раунда. Первоначальный приз 25 000 £. Текущий приз вручаемый победителю, 32 000 £.

## Prizefighter 25: Международный турнир супертяжеловесов II
Второй международный турнир супертяжёловесов Prizefighter 25, прошёл 20 июня 2012 года.
Победителем турнира стал американец Тор Хеймер.

## Prizefighter 29: Международный турнир супертяжеловесов III
Третий международный турнир супертяжёловесов Prizefighter 29, прошёл 23 февраля 2013 года.
Победителем турнира стал британец Одли Харрисон.